# Élections législatives de 1967 en Maine-et-Loire
Les élections législatives françaises de 1967 se déroulent les 5 et 12 mars 1967.  Dans le département de Maine-et-Loire, six députés sont à élire dans le cadre de six circonscriptions.

## Élus
| Circonscription | Député sortant                               | Parti | Parti   | Député élu ou réélu           | Parti | Parti |
| --------------- | -------------------------------------------- | ----- | ------- | ----------------------------- | ----- | ----- |
| 1re             | Paul Cherbonneau suppléant de Jacques Millot |       | UNR-UDT | Edgard Pisani                 |       | UD-Ve |
| 2e              | Jean Chalopin suppléant de Jean Foyer        |       | UNR-UDT | Jean Foyer                    |       | UD-Ve |
| 3e              | Philippe Rivain                              |       | UNR-UDT | Philippe Rivain               |       | UD-Ve |
| 4e              | Robert Hauret                                |       | UNR-UDT | Robert Hauret                 |       | UD-Ve |
| 5e              | René Le Bault de La Morinière                |       | UNR-UDT | René Le Bault de La Morinière |       | UD-Ve |
| 6e              | René la Combe                                |       | UNR-UDT | René la Combe                 |       | UD-Ve |

## Résultats

### Résultats à l'échelle du département
| Parti          | Parti                                           | Premier tour | Premier tour | Second tour | Second tour | Sièges |
| Parti          | Parti                                           | Voix         | %            | Voix        | %           | Sièges |
| -------------- | ----------------------------------------------- | ------------ | ------------ | ----------- | ----------- | ------ |
|                | Union des démocrates pour la Ve République      | 138 686      | 53,13        | 14 839      | 41,07       | 6      |
|                | Divers droite (gaulliste)                       | 12 947       | 4,96         |             |             | 0      |
|                | Union des républicains de progrès               | 151 633      | 58,09        | 14 839      | 41,07       | 6      |
|                |                                                 |              |              |             |             |        |
|                | Parti radical                                   | 7 632        | 2,92         |             |             | 0      |
|                | Convention des institutions républicaines       | 7 308        | 2,80         | 0           |             |        |
|                | Fédération de la gauche démocrate et socialiste | 6 311        | 2,42         | 0           |             |        |
|                | Section française de l'Internationale ouvrière  | 5 658        | 2,17         | Retrait     | Retrait     | 0      |
|                | Fédération de la gauche démocrate et socialiste | 26 909       | 10,31        |             |             | 0      |
|                |                                                 |              |              |             |             |        |
|                | Progrès et démocratie moderne                   | 43 155       | 16,53        | 12 787      | 35,39       | 0      |
|                | Parti communiste français                       | 35 142       | 13,46        | 8 505       | 23,54       | 0      |
|                | Parti socialiste unifié                         | 4 212        | 1,61         |             |             | 0      |
|                |                                                 |              |              |             |             |        |
| Inscrits       | Inscrits                                        | 322 344      | 100,00       | 49 918      | 100,00      | 6      |
| Abstentions    | Abstentions                                     | 53 270       | 16,53        | 13 117      | 26,28       |        |
| Votants        | Votants                                         | 269 074      | 83,47        | 36 801      | 73,72       |        |
| Blancs et nuls | Blancs et nuls                                  | 8 023        | 2,98         | 670         | 1,82        |        |
| Exprimés       | Exprimés                                        | 261 051      | 97,02        | 36 131      | 98,18       |        |

### Résultats par circonscription

#### Première circonscription (Angers-Nord)
| Candidat       | Candidat          | Parti                     | Premier tour | Premier tour | Second tour | Second tour |  |
| Candidat       | Candidat          | Parti                     | Voix         | %            | Voix        | %           |  |
| -------------- | ----------------- | ------------------------- | ------------ | ------------ | ----------- | ----------- |  |
|                | Edgard Pisani élu | UD-Ve                     | 12 216       | 32,99        | 14 839      | 41,07       |  |
|                | Prosper David     | CD (PDM)                  | 8 577        | 23,16        | 12 787      | 35,39       |  |
|                | Pierre Sicard     | PCF                       | 6 253        | 16,89        | 8 505       | 23,54       |  |
|                | Yves Loison       | FGDS (SFIO)               | 5 658        | 15,28        | Retrait     | Retrait     |  |
|                | Suzanne Millot    | Divers droite (Gaulliste) | 4 322        | 11,67        |             |             |  |
|                |                   |                           |              |              |             |             |  |
| Inscrits       | Inscrits          | Inscrits                  | 49 918       | 100,00       | 49 918      | 100,00      |  |
| Abstentions    | Abstentions       | Abstentions               | 11 927       | 23,89        | 13 117      | 26,28       |  |
| Votants        | Votants           | Votants                   | 37 991       | 76,11        | 36 801      | 73,72       |  |
| Blancs et nuls | Blancs et nuls    | Blancs et nuls            | 965          | 2,54         | 670         | 1,82        |  |
| Exprimés       | Exprimés          | Exprimés                  | 37 026       | 97,46        | 36 131      | 98,18       |  |

#### Deuxième circonscription (Angers-Sud)
|                | Jean Foyer sortant réélu | UD-Ve          | 25 654 | 55,97  |  |  |  |
|                | Hubert Grimault          | CD (PDM)       | 8 963  | 19,55  |  |  |  |
|                | Jean Bertholet           | PCF            | 7 006  | 15,29  |  |  |  |
|                | Marcel Reggui            | PSU            | 4 212  | 9,19   |  |  |  |
|                |                          |                |        |        |  |  |  |
| Inscrits       | Inscrits                 | Inscrits       | 55 585 | 100,00 |  |  |  |
| Abstentions    | Abstentions              | Abstentions    | 8 523  | 15,33  |  |  |  |
| Votants        | Votants                  | Votants        | 47 062 | 84,67  |  |  |  |
| Blancs et nuls | Blancs et nuls           | Blancs et nuls | 1 227  | 2,61   |  |  |  |
| Exprimés       | Exprimés                 | Exprimés       | 45 835 | 97,39  |  |  |  |

#### Troisième circonscription (Saumur-Nord)
|                | Philippe Rivain sortant réélu | UD-Ve          | 22 897 | 65,66  |  |  |  |
|                | Louis Cloarec                 | FGDS           | 6 311  | 18,1   |  |  |  |
|                | Roger Pivert                  | PCF            | 5 664  | 16,24  |  |  |  |
|                |                               |                |        |        |  |  |  |
| Inscrits       | Inscrits                      | Inscrits       | 45 455 | 100,00 |  |  |  |
| Abstentions    | Abstentions                   | Abstentions    | 8 929  | 19,64  |  |  |  |
| Votants        | Votants                       | Votants        | 36 526 | 80,36  |  |  |  |
| Blancs et nuls | Blancs et nuls                | Blancs et nuls | 1 654  | 4,53   |  |  |  |
| Exprimés       | Exprimés                      | Exprimés       | 34 872 | 95,47  |  |  |  |

#### Quatrième circonscription (Saumur-Sud)
|                | Robert Hauret sortant réélu | UD-Ve          | 22 218 | 56,56  |  |  |  |
|                | Jean Coudert                | CD (PDM)       | 10 804 | 27,50  |  |  |  |
|                | Émile Dufois                | PCF            | 6 260  | 15,94  |  |  |  |
|                |                             |                |        |        |  |  |  |
| Inscrits       | Inscrits                    | Inscrits       | 49 111 | 100,00 |  |  |  |
| Abstentions    | Abstentions                 | Abstentions    | 8 232  | 16,76  |  |  |  |
| Votants        | Votants                     | Votants        | 40 879 | 83,24  |  |  |  |
| Blancs et nuls | Blancs et nuls              | Blancs et nuls | 1 597  | 3,91   |  |  |  |
| Exprimés       | Exprimés                    | Exprimés       | 39 282 | 96,09  |  |  |  |

#### Cinquième circonscription (Cholet)
|                | René Le Bault de La Morinière sortant réélu | UD-Ve                     | 30 528 | 53,77  |  |  |  |
|                | Maurice Ligot                               | Divers droite (Gaulliste) | 8 625  | 15,19  |  |  |  |
|                | André Le Chevallier                         | FGDS (CIR)                | 7 308  | 12,87  |  |  |  |
|                | André Laumonier                             | CD (PDM)                  | 6 078  | 10,71  |  |  |  |
|                | Henri Cousseau                              | PCF                       | 4 232  | 7,45   |  |  |  |
|                |                                             |                           |        |        |  |  |  |
| Inscrits       | Inscrits                                    | Inscrits                  | 64 270 | 100,00 |  |  |  |
| Abstentions    | Abstentions                                 | Abstentions               | 6 390  | 9,94   |  |  |  |
| Votants        | Votants                                     | Votants                   | 57 880 | 90,06  |  |  |  |
| Blancs et nuls | Blancs et nuls                              | Blancs et nuls            | 1 109  | 1,92   |  |  |  |
| Exprimés       | Exprimés                                    | Exprimés                  | 56 771 | 98,08  |  |  |  |

#### Sixième circonscription (Angers - Segré)
|                | René la Combe sortant réélu | UD-Ve          | 25 173 | 53,26  |  |  |  |
|                | Henri Varenne               | CD (PDM)       | 8 733  | 18,48  |  |  |  |
|                | Pierre Belliard             | FGDS (Radical) | 7 632  | 16,15  |  |  |  |
|                | Jeanne Allin                | PCF            | 5 727  | 12,12  |  |  |  |
|                |                             |                |        |        |  |  |  |
| Inscrits       | Inscrits                    | Inscrits       | 58 005 | 100,00 |  |  |  |
| Abstentions    | Abstentions                 | Abstentions    | 9 269  | 15,98  |  |  |  |
| Votants        | Votants                     | Votants        | 48 736 | 84,02  |  |  |  |
| Blancs et nuls | Blancs et nuls              | Blancs et nuls | 1 471  | 3,02   |  |  |  |
| Exprimés       | Exprimés                    | Exprimés       | 47 265 | 96,98  |  |  |  |